# اولجانیک
اولجانیک (انگلیسی: Uljanik) شرکت ترابری کروات است، که در سال ۱۹۸۶ تأسیس شد.